# Harmonieorkest Staatsmijn Wilhelmina

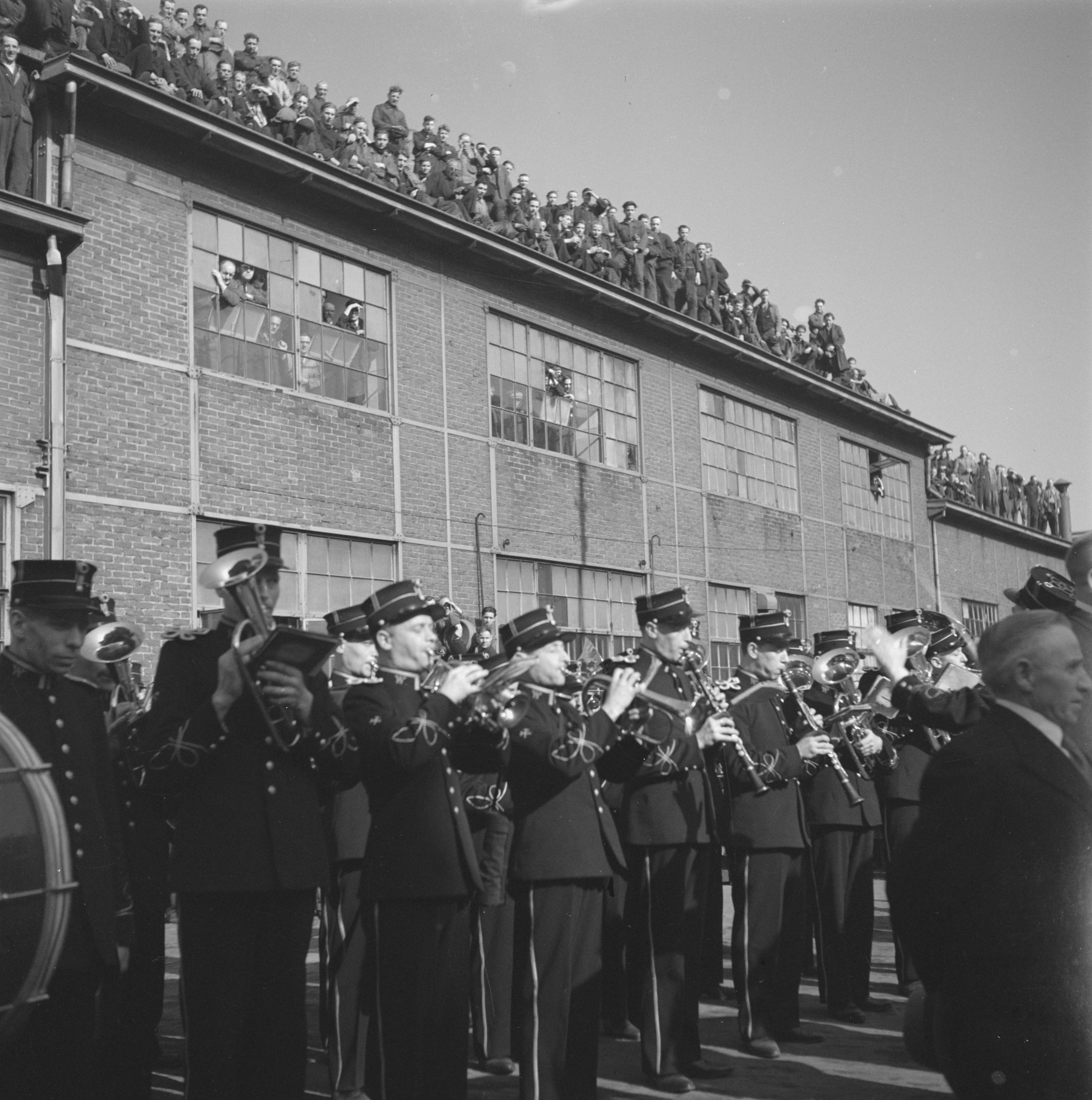
Das Harmonieorkest spielt zu Ehren des Besuchs von Königin Wilhelmina am 22. März 1945

Das Harmonieorkest Staatsmjin Wilhelmina (dt. Blasorchester des staatlichen Bergwerks Wilhelmina) war von 1908 bis 1965 das Orchester der Staatsmine Wilhelmina. Zu seiner Zeit trat es sowohl in den Niederlanden als auch in Deutschland auf und war im nationalen Radio zu hören.

## Geschichte
Das Orchester wurde 1908 als Musikkorps der Staatsmine Wilhelmina gegründet. und 1931 unter dem Vorsitz von Hendrik Sonnenschein in ein Blasorchester umgewandelt. Das Orchester veranstaltete jedes Jahr einen Winterwettbewerb (winterconcours) im Vereinsgebäude der Staatsmine und organisierte darüber hinaus zahlreiche weitere.
1912 nahm das Orchester am Musikwettbewerb in Zaltbommel teil und belegte den zweiten Platz. Während des Ersten Weltkriegs wurden viele Mitglieder des Orchesters einberufen, weshalb die Mitgliederzahl stark sank. Nach dem Krieg konnte 1920 wieder an einem Wettbewerb teilgenommen werden. In Lekkerkerk konnte das Orchester den ersten Platz und den ersten Ehrenplatz verbuchen. Bei den Musikwettbewerben in Rotterdam 1927 und Naarden 1929 konnte jeweils der erste Platz errungen werden. Im Mai 1931 spielte das Orchester ein gemeinsames Konzert mit der Königlichen Militärkapelle „Johan Willem Friso“ (Koninklijke Militaire Kapel „Johan Willem Friso“). Auch beim internationalen Musikwettbewerb in Eindhoven 1932 wurde der erste Platz belegt. Jenseits der Musikwettbewerbe spielte das Orchester viele Konzerte, bisweilen im Radio übertragen, in den Niederlanden und Deutschland. 1936 gewann das Orchester beim internationalen Musikwettbewerb in Bocholtz den ersten Platz.
1951 nahm das Orchester am internationalen Musikwettbewerb in Maastricht teil und eröffnete das Fußball-Freundschaftsspiel zwischen der niederländischen und der belgischen Fußballnationalmannschaft im Stadion Feijenoord in Rotterdam.
1954 spielte das Orchester bei der Enthüllung des Denkmals für Cornelis Lely in Lelystad durch Königin Juliana.
1958 und 1962 nahm das Blasorchester am Wereld Muziek Concours teil.
Zum 1. Januar 1966 fusionierte das Harmonieorchester mit den Orchestern der Staatsbergwerke Emma und Maurits zum Staatsmijnkorps, welches 1970 aufgelöst wurde.

## Dirigenten
- P. M. Smeets
- M. Janssen, Heerlen 1908–1919
- G. de Paauw, Maastricht 1919–1921
- Alb. Geraerts, Heerlen 1921–1922
- G. Hertogs, Valkenburg 1922–1926

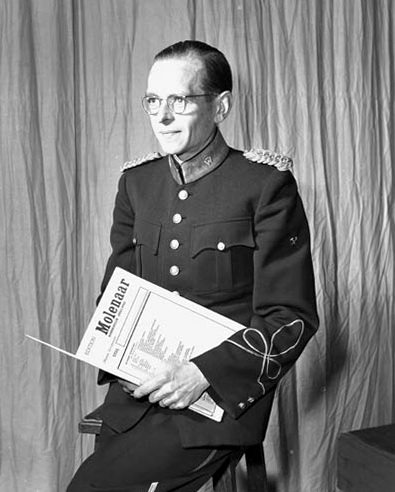
Dirigent Martin Koekelkoren in der Uniform des Orchesters (1954)

- A. van de Berg, Treebeek 1926–1945
- Simon Petrus van Leeuwen 1945–1948
- Martin Koekelkoren, 1948–1965

## Vorsitzende
- M.A.A. Wetzels, Bauleiter 1908–1919
- G. de la Bije, Bürochef
- J. Janssen, Inspektor
- M.J. Gibbels, Bauleiter
- Hendrik Sonnenschein, Bürochef / Hauptbürochef 1922–1939
- M. v.d. Leek, Chef Untergrundbetrieb 1939–1949
- J.H.Diederen, Verwaltungschef 1949–1954
- Ir. W. Schlösser, 1954–1965

## Radioauftritte
- A. van de Berg (Dirigent): Een avond bij de Staatsmijnen in Limburg auf Hilversum 1050 M (1926)[9]
- A. van de Berg (Dirigent): Middagconcert auf Katholieke Radio Omroep (1929)[10]
- A. van de Berg (Dirigent) mit der Zangsvereening St. Caecilia: Liefdadigheids-Concert auf Katholieke Radio Omroep (1930)[11]
- A. van de Berg (Dirigent Harmonieorkest Staatsmijn Wilhelmina) und Hendrik Sonnenschein (Dirigent Beambtenzangvereeniging Wilhelmina): Middagconcert auf Katholieke Radio Omroep (1932)[12]
- A. van den Berg (Dirigent Harmonieorkest Staatsmijn Wilhelmina) und Alb. Geraerts  (Dirigent Beambtenzangvereeniging Wilhelmina) auf Nederlandse Publieke Omroep (1932)[13]

## Diskographie
- Martin Koekelkoren (Dirigent): Mijnwerkersmars / Joseph Regout mars (Polydor, 1961)